# Gordon Clapp
Gordon Clapp (* 24. September 1948 in North Conway, New Hampshire) ist ein US-amerikanischer Schauspieler und Emmy-Preisträger. Am bekanntesten ist er durch die Rolle des Detective Greg Medavoy in allen zwölf Staffeln der Fernsehserie New York Cops – NYPD Blue.

## Leben
Mit Abschlüssen des Williams College und The National Theater Institute at the Eugene O’Neill Theater Center (im Herbst 1970), spielte der in North Conway, New Hampshire geborene und aufgewachsene Clapp in verschiedenen Fernsehserien wie Check It Out! und Harrys wundersames Strafgericht sowie in vier Filmen unter der Regie von John Sayles.
Des Weiteren tritt Gordon Clapp auf verschiedenen Theaterbühnen auf. Am Broadway spielte er in David Mamets mit dem Pulitzer-Preis ausgezeichneten Theaterstück Glengarry Glen Ross (deutsch auch: Hanglage Meerblick) und wurde als „Bester Schauspieler“ für einen Tony Award nominiert.
Bereits 1987 spielte Clapp unter der Regie von John Sayles, im Film Matewan stellte er den niederträchtigen Detective Griggs dar.
1988 porträtierte Clapp im Film Acht Mann und ein Skandal (Original: Eight Men Out) mit seiner Darstellung des Chicago White Sox-Catchers „Cracker“ Ray Schalk eine reale Person. 1995 stellte Clapp den Priester Father Paul in Flammen des Todes (Original: Her Hidden Truth) dar.
Im Kriegsdrama Flags of Our Fathers (2006) – Regie: Clint Eastwood stellt Gordon Clapp mit der Rolle des United States Marine Corps-Generals Holland „Howlin' Mad“ Smith erneut eine reale Figur nach. 2007 spielte Gordon Clapp den Coach  Mad Maddox in der Filmkomödie Daddy ohne Plan (Original: The Game Plan) – Regie: Andy Fickman, an der Seite von Dwayne Johnson und Kyra Sedgwick. Ebenfalls 2007 spricht Clapp im Original des Horrorfilms Drive-Thru Horny den Clown.
In der Fernsehserie Criminal Minds tritt Clapp als Detective Dick Walenski (Original-Episode: In Birth and Death) auf. In einer 2008er Folge von Cold Case – Kein Opfer ist je vergessen spielte Clapp einen korrupten Police Officer.
Ebenso spielte Clapp in Star Trek: Deep Space Nine-Folge Der Steinwandler. Clapp spielt den Vater der Anwältin Ellen Parson (Rose Byrne) in der FX-Fernsehserie Damages – Im Netz der Macht.
In dem Videospiel Prototype stellt Clapp die Hauptrolle des General Peter Randall dar.

## Auszeichnungen
- 1994: Emmy – nominiert als Nebendarsteller in einer Dramaserie für New York Cops – NYPD Blue
- 1995: Screen Actors Guild Award – Bestes Schauspielensemble in einer Dramaserie für New York Cops – NYPD Blue
- 1996: Screen Actors Guild Award – nominiert als Bestes Schauspielensemble in einer Dramaserie für New York Cops – NYPD Blue
- 1997: Screen Actors Guild Award – nominiert als Bestes Schauspielensemble in einer Dramaserie für New York Cops – NYPD Blue
- 1998: Screen Actors Guild Award – nominiert als Bestes Schauspielensemble in einer Dramaserie für New York Cops – NYPD Blue
- 1998: Emmy – Nebendarsteller in einer Dramaserie für New York Cops – NYPD Blue
- 1999: Screen Actors Guild Award – nominiert als Bestes Schauspielensemble in einer Dramaserie für New York Cops – NYPD Blue
- 2000: Screen Actors Guild Award – nominiert als Bestes Schauspielensemble in einer Dramaserie für New York Cops – NYPD Blue

## Filmografie (Auswahl)
Film
- 1987: Matewan
- 1988: Acht Mann und ein Skandal (Eight Men Out)
- 1989: Schrei am Abgrund (Small Sacrifices)
- 1995: Flammen des Todes (Her Hidden Truth)
- 1997: Mein Chef: Das Schwein! (Badge of Betrayal; Fernsehfilm)
- 2006: Flags of Our Fathers
- 2007: Daddy ohne Plan (The Game Plan)
- 2009: Taking Chance
- 2015: The Perfect Guy

Fernsehserien
- 1990: Harrys wundersames Strafgericht (Night Court)
- 1993–2005: New York Cops – NYPD Blue (256 Episoden)
- 2007: Criminal Minds (Episode 3x02)
- 2007: Ghost Whisperer – Stimmen aus dem Jenseits (Ghost Whisperer, Episode 3x10)
- 2007–2012: Damages – Im Netz der Macht (Damages) (drei Episoden)
- 2008: Cold Case – Kein Opfer ist je vergessen (Cold Case)
- 2013: Mob City (vier Episoden)
- 2013: Grey’s Anatomy (Episode 10x10)
- 2014–2018: Chicago Fire (elf Episoden)
- 2016: Elementary (Episode 5x04)